# Hemvärnets stridsskola
Hemvärnets stridsskola (HvSS) är en fack- och funktionsskola inom svenska hemvärnet som verkat sedan 1943. Förbandsledningen är förlagd i Vällinge i Salems kommun.

## Historik
På hösten 1941 började hemvärnet söka efter en central plats för utbildningar och dåvarande hemvärnschefen Gustaf Petri besökte bland annat herrgården Vällinge. Man fann platsen lämplig och fick tillstånd av bland annat Stockholms vattenledningsverk att utnyttja byggnaderna och markerna runt omkring för en symbolisk summa av 200 kronor per år.
I mars 1942 sändes ett upprop ut till företag och vissa enskilda personer om bidrag till renovering av skolan, bland annat undertecknat av kronprins Gustaf Adolf och inom kort hade man samlat 445 000 kronor. Av denna summa byggdes två elevlokaler samt en skjutbana.
Hemvärnets stridsskola invigdes den 27 juni 1943.
Sedan 1971 finns ett hemvärnsmuseum där man kan studera hemvärnets tillkomst under beredskapsåren, samt följa den fortsatta utvecklingen. Framför skolans huvudbyggnad finns två 10,5 cm haubits m/40 som skulle levereras till Nederländerna men andra världskriget kom emellan och Sverige fick exportförbud. De skänktes 1991 till Hemvärnets 50-årsjubileum.
Den 6 september 2013 mottog skolan Personbil 8, vilket är ett nytt grupptransportfordonen som speciellt anpassats för Hemvärnet. Det är första gången som Hemvärnet får ny materiel och som är anpassad speciellt för Hemvärnets behov och inte arvegods från tidigare nerlagda förband.

## Verksamhet
Hemvärnets stridsskola utbildar befäl inom Hemvärnet för uppgifter inom krigsförhållanden, beredskap och fredstid. Skolan utbildar även elever från Norge och Danmark. Hemvärnets stridsskola utbildar årligen cirka 1 500 hemvärnsbefäl från gruppchef upp till bataljonschef.
Skolan har även som uppgift att kvalitetssäkra utbildningar som sker på de olika utbildningsgrupperna runt om i Sverige. Man samarbetar med bland annat Markstridsskolan för att utveckla hemvärnets markstridsteknik och Försvarsmaktens underrättelse- och säkerhetscentrum för utbildning av skyddsvakter.
Hemvärnets stridsskola utvecklar även metoder och rutiner för rekrytering till hemvärnet.

## Förläggningar och övningsplatser
Väster om Hemvärnets stridsskola ligger ett skjutfält (Vällinge skjutfält) som är hemvärnets övningsområde. Området gränsar i norr mot Mälaren och i öst mot Bornsjön.

## Förbandschefer
- 1943-07-01--1945-??-??: Kapten Roland Tillman, I 4
- 1949-06-01--1953-03-31: Kapten Erik Gunnar Burman, I 19
- 1953-04-01--1957-06-30: Kapten Sten Lindqvist, I 15
- 1957-07-01--1963-07-31: Major Sten-Eggert Nauclér, I 4
- 1963-08-01--1974-09-30: Överstelöjtnant Orvar Nilsson, I 14
- 1974-10-01--1981-03-31: Överstelöjtnant Per Richard, I 15
- 1981-04-01--1986-03-31: Överstelöjtnant Bo Eriksson, I 21
- 1986-04-01--1990-09-30: Överstelöjtnant Stig Dackevall, I 1
- 1990-10-01--1992-04-01: Överste Kjell Forssmark, A 9[7]
- 1992-04-01--1992-05-15: Överstelöjtnant Caj Gavestam, I 3
- 1992-05-15--1994-03-27: Överstelöjtnant Sammy Enkullen, I 1
- 1994-03-28--1994-09-30: Överstelöjtnant Caj Gavestam, I 3
- 1994-10-01--1999-04-30: Överste Henrik von Vegesack, I 1
- 1999-05-01--2001-07-01: Överstelöjtnant Jonny Nilsson, I 14/LG
- 2001-07-01--2004-12-31: Överstelöjtnant Lars Enlund, Ing 1[8]
- 2005-01-01--2007-02-16 (04-01): Övlt Anders Gustafsson, HKV
- 2007-02-19--2007-03-31: Överstelöjtnant Bengt Gustavsson, HKV
- 2007-04-01--2010-06-30: Överstelöjtnant Torsten Hallstedt, HKV
- 2010-07-01--2017-12-31: Överste Björn Olsson, HKV
- 2018-01-01--2018-02-28: Överstelöjtnant Claes Alsteryd, HvSS[c]
- 2018-03-01--2021-07-31: Överste Jonas Karlsson[d]
- 2021-08-01--2021-12-31: Överstelöjtnant Per Magnus Nilsson[e]
- 2022-01-01--2022-04-03: Överstelöjtnant Håkan Sigurdsson[f]
- 2022-04-04: Överste Johan Brovertz[g]

## Namn, beteckning och förläggningsort
| Hemvärnets stridsskola | 1941-07-01 | – |  |

| HvSS | 1941-07-01 | – |  |

| Vällinge (F)           | 1943-06-27 | – |  |
| Vällinge skjutfält (Ö) | 1943-06-27 | – |  |

## Galleri

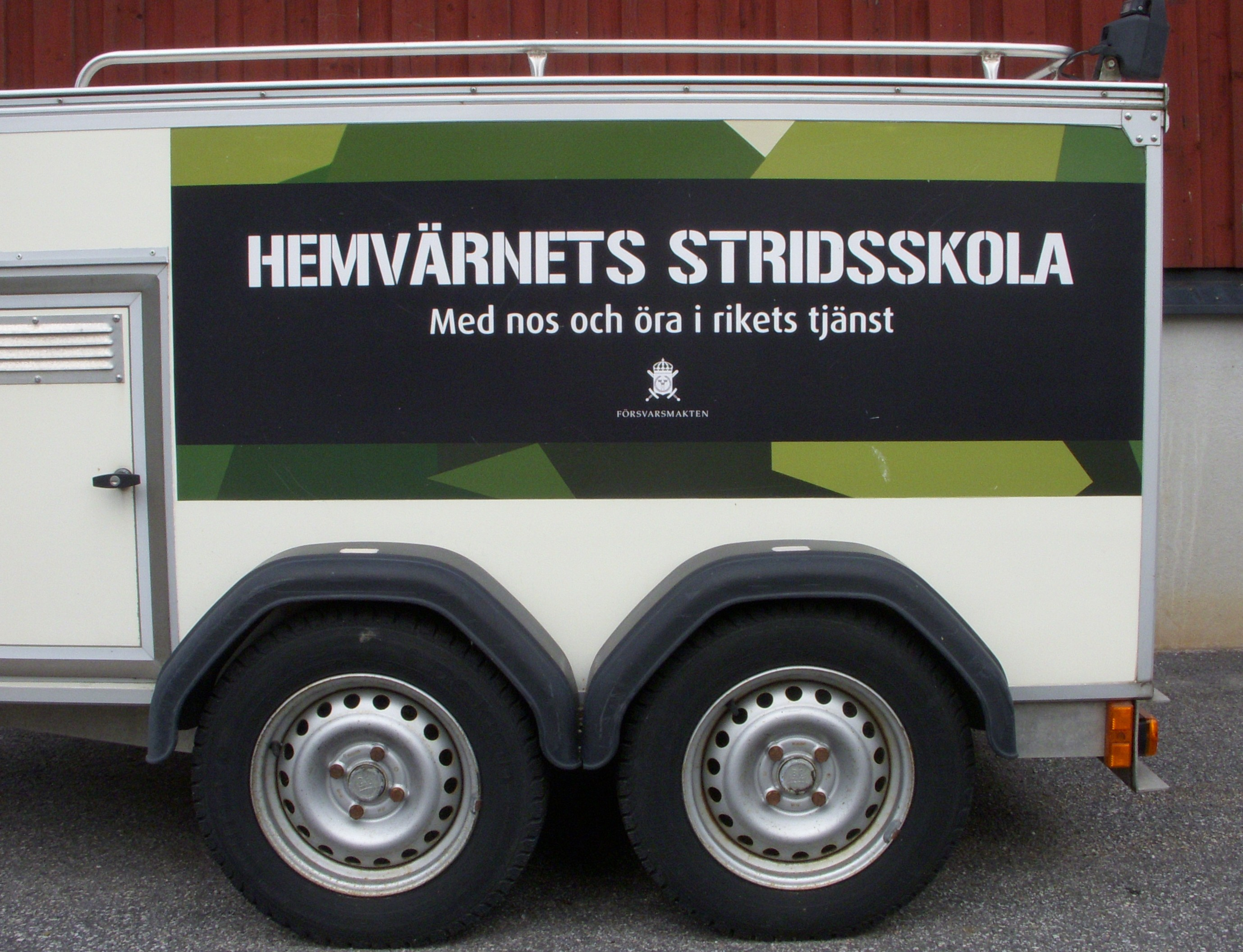
"Hemvärnets stridsskola"
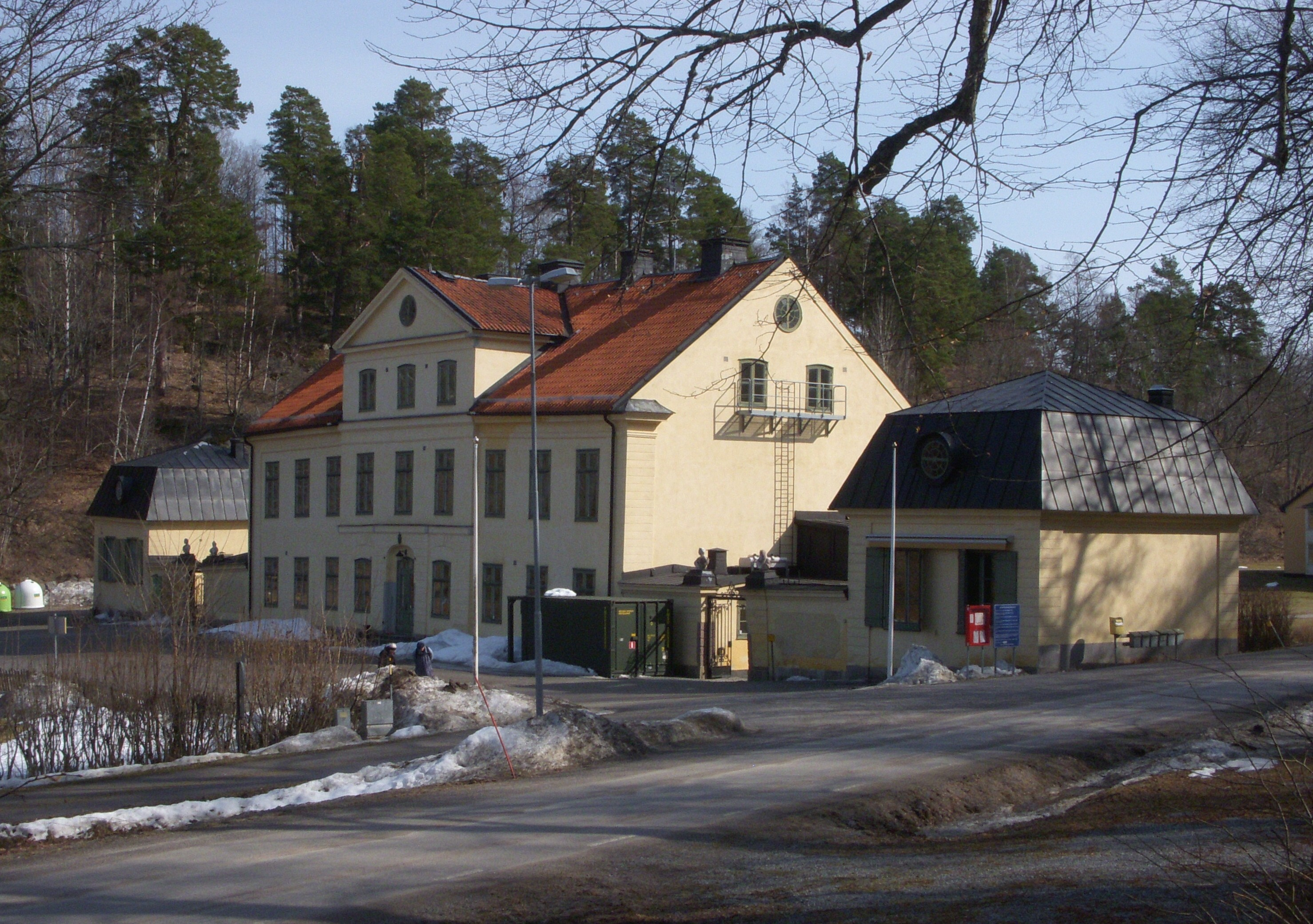
Hemvärnets stridsskola, huvudbyggnad
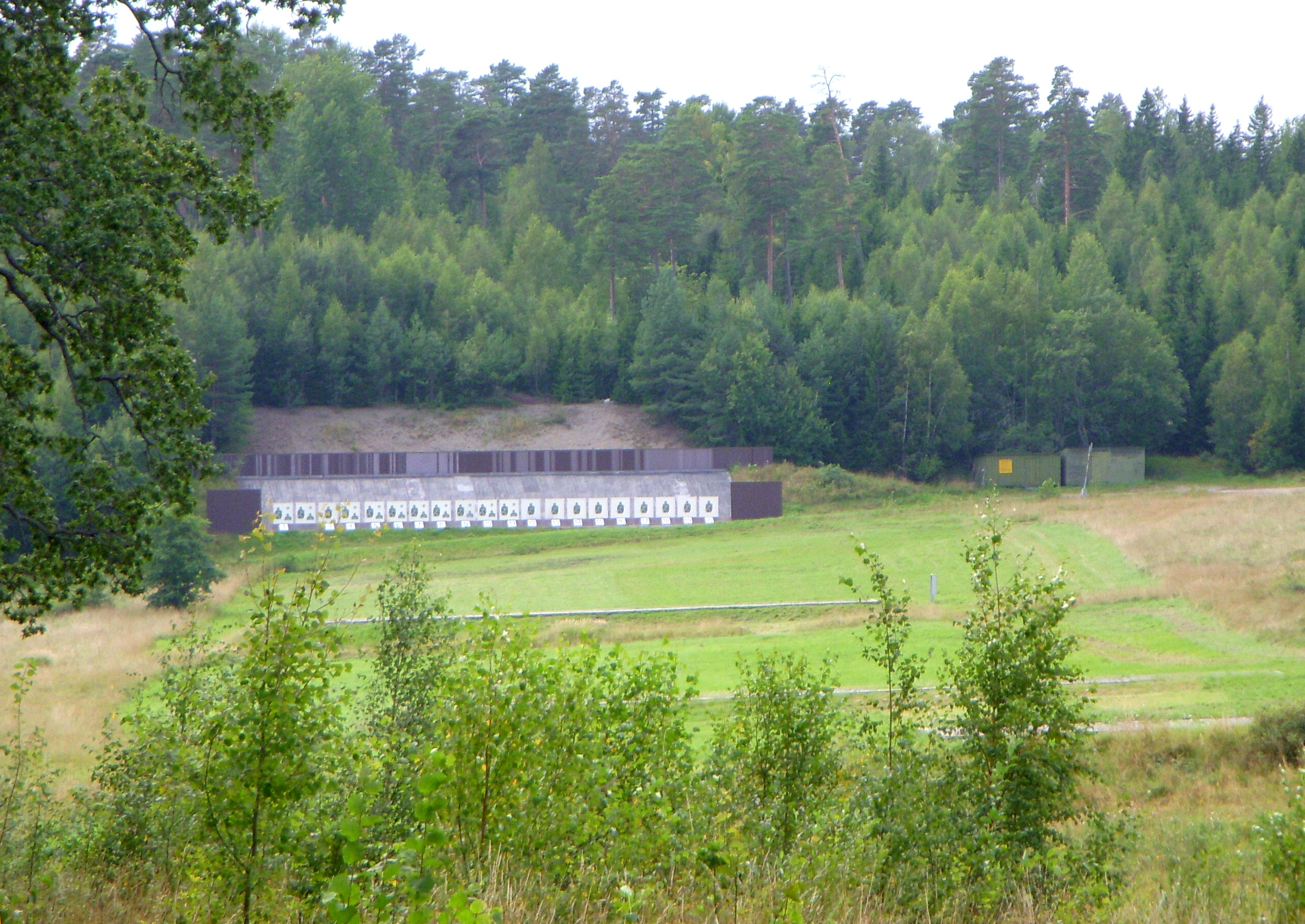
Vällinge skjutfält
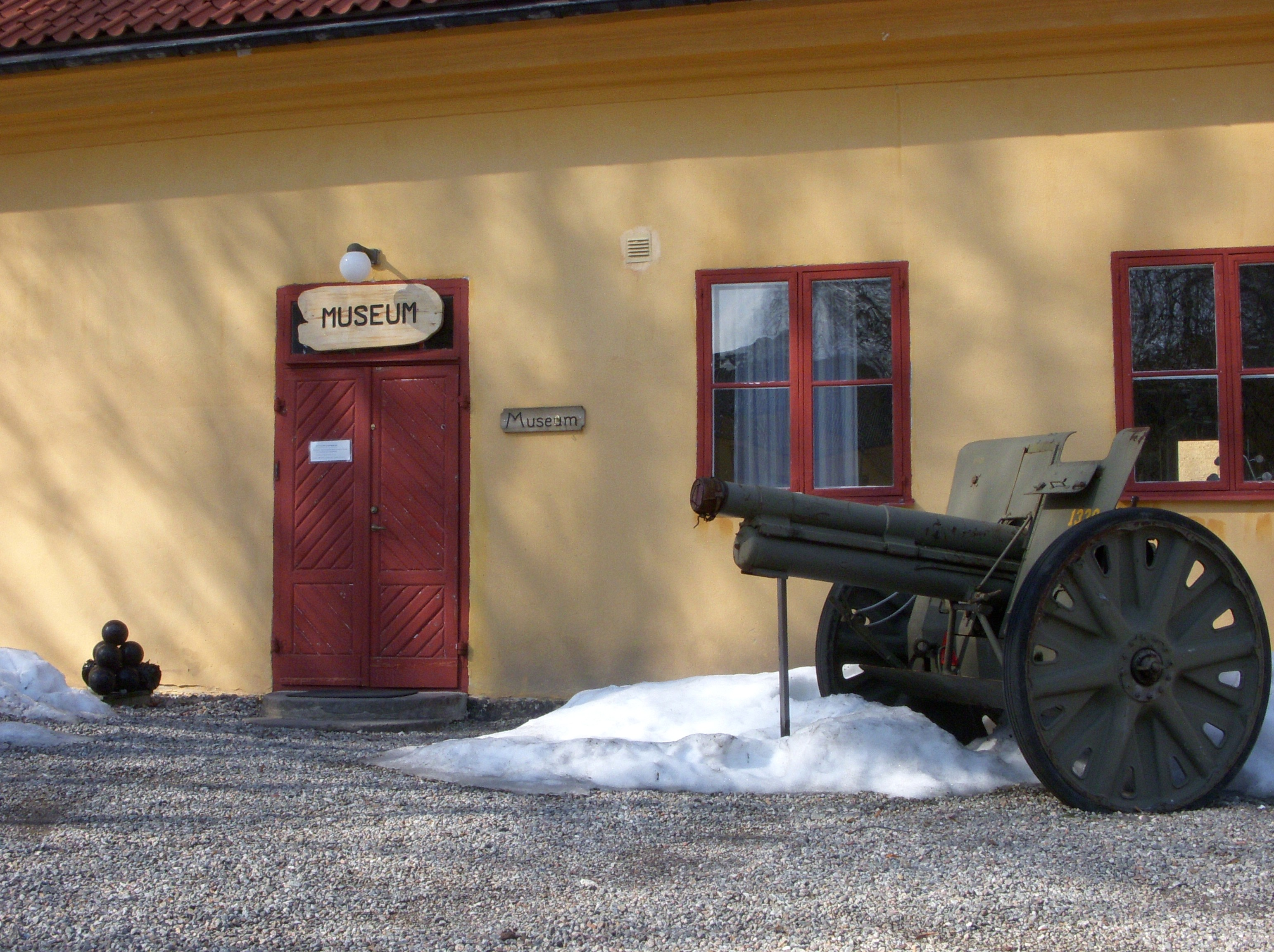
Hemvärnsmuseet